# Martin Schulz

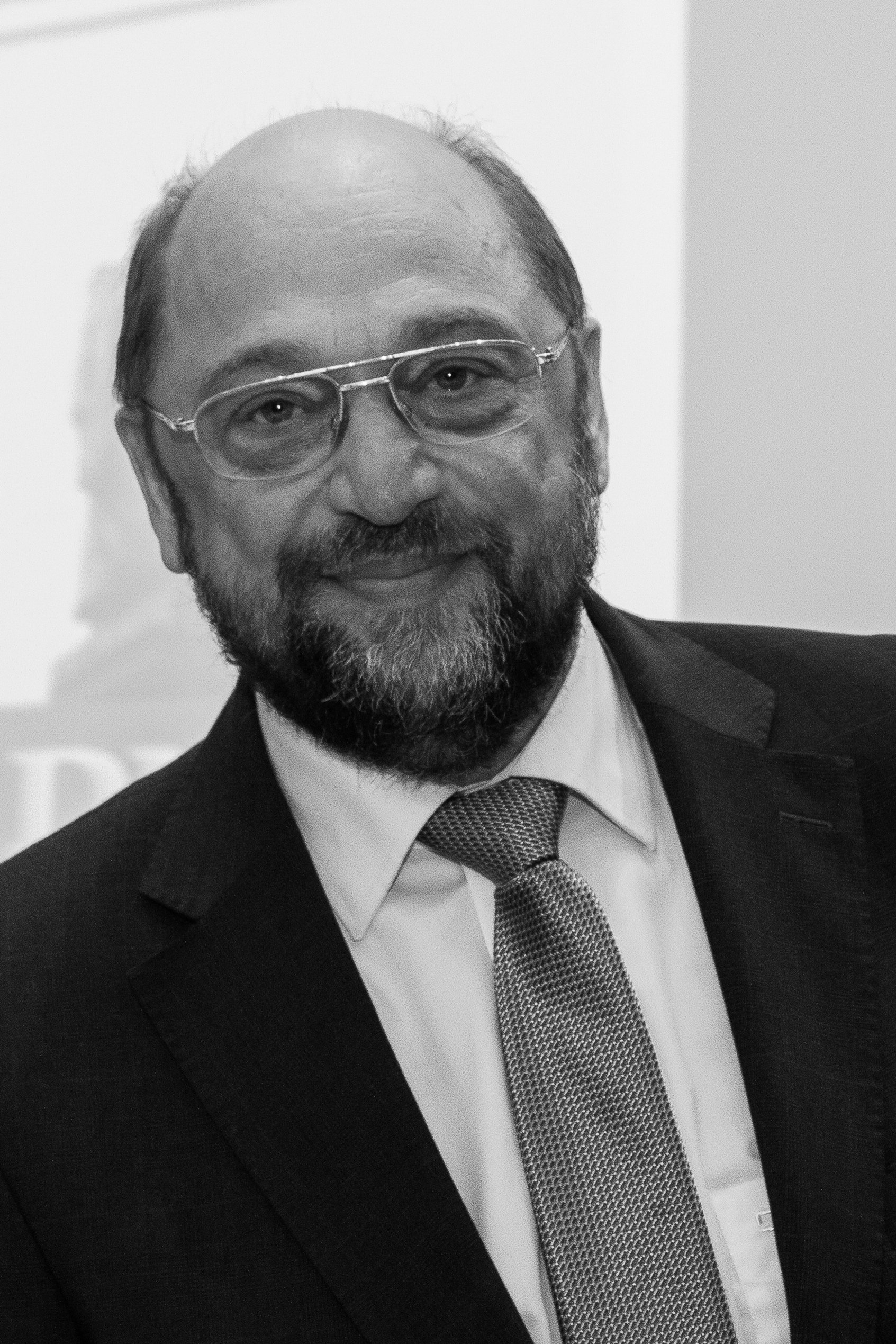
Martin Schulz, 2013

Martin Schulz (n. 20 decembrie 1955, Hehlrath, azi parte a orașului Eschweiler, Renania de Nord - Westfalia) este un om politic german, membru al SPD. La data de 17 ianuarie 2012 a fost ales în funcția de președinte al Parlamentului European. Înainte de aceasta el a fost președinte al Alianței Progresiste a Socialiștilor și Democraților.

## Biografie
A crescut în localitatea Würselen, oraș cu 38.000 de locuitori, aflat la nord de Aachen. A deținut o librărie în oraș, împreună cu sora sa. Copilăria petrecută în orășelul Würselen nu a fost una liniștită. Fiu de polițist, născut într-o familie cu 5 copii, în care el era mezinul, a avut mari probleme  cu alcoolul în timpul adolescenței, astfel încât n-a fost admis să susțină examenul de bacalaureat. La mijlocul anilor 70, în vârstă de 20 de ani, a fost timp de un an de zile șomer.
În acei ani făcea deja parte din SPD. La 32 de ani a devenit cel mai tânăr edil din land-ul Renania de Nord - Westfalia, fiind ales primar al orașului său natal. A deținut funcția de primar al orașului timp de 11 ani. A fost membru în conducerea filialei SPD din Aachen și, timp de 20 de ani, a îndeplinit funcția de șef al acesteia. 
În anul 2009 creștin-democrații și social-democrații din PE au convenit ca în prima jumătate a legislaturii funcția de președinte al Parlamentului European să revină creștin-democraților, iar în a doua jumătate a legislaturii să revină social-democraților. Astfel, la 14 iulie 2009 a fost ales creștin-democratul Jerzy Buzek, succedat de Martin Schulz, ales la 17 ianuarie 2012. Schulz a obținut 387 de voturi „pentru”, reprezentând 55 % din totalul de 699 de voturi exprimate. A fost șef al grupului social-democrat din Parlamentul European , candidat principal al socialiștilor europeni la alegerile europene din 2014 și președinte al Parlamentului European.
În februarie 2016, Martin Schulz a ținut în Knesset, parlamentul israelian, un discurs în limba germană, în care a criticat deschis politica de extindere a coloniilor evreiești. Ca reacție la discursul său, mulți parlamentari evrei au părăsit sala.

## Cariera politică
A fost membru al Parlamentului European în perioada 1999-2004 din partea Germaniei. 

### Interviuri
- VIDEO Martin Schulz, liderul Grupului Socialiștilor și Democraților Europeni: „În multe țări, nu dă bine să susții România“, 20 aprilie 2011, Ovidiu Nahoi, Ion M. Ioniță, Adevărul